# Florencia Carlotto
Florencia Carlotto (ur. 14 października 1988 roku w Salto w Argentynie) – argentyńska siatkarka grająca jako środkowa. 
Obecnie występuje w drużynie Banco Nacion.